# Ахшаани
Ахшаани (груз. ახშანი) — село в Грузии. Находится в Ахметском муниципалитете края Кахетия. Расположено в 9 км к юго-востоку от города Ахмета и в 13 км к западу от Телави. Через село проходит автомобильная дорога Ахмета — Телави.
Высота над уровнем моря составляет 550 метров. Население — 236 человек (2014).
В советское время село Ахшаани входило в Кистаурский сельсовет Ахметского района.